# Joseph Ott (Industrieller)

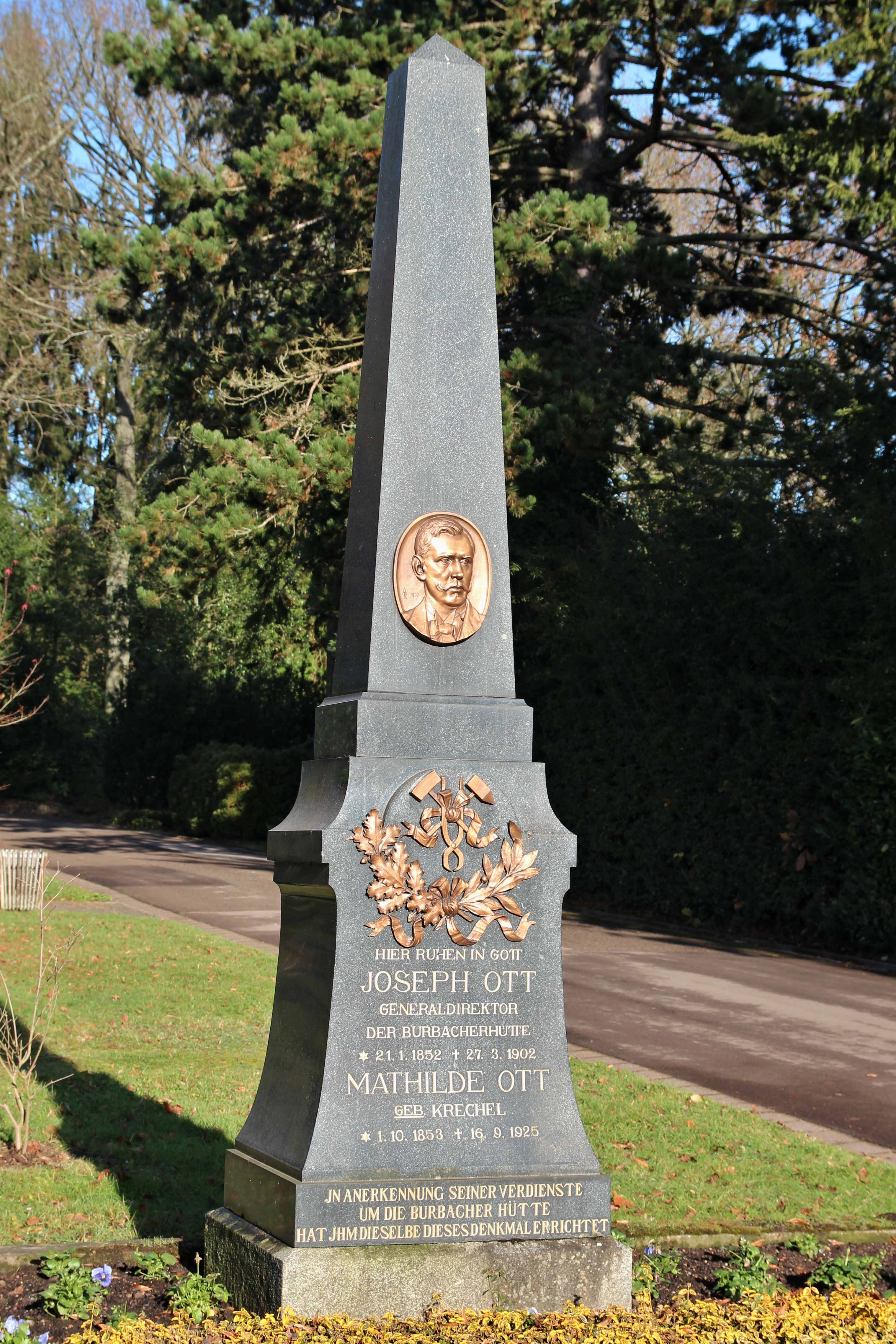
Grabmal von Joseph Ott auf dem Waldfriedhof in Burbach

Johann Joseph Ott (* 21. Januar 1852 in Lannesdorf; † 27. März 1902 in Malstatt-Burbach) war ein deutscher Industrieller und Hüttendirektor aus dem Saarland.

## Leben
Ott stammte aus Westdeutschland, wie viele seiner späteren Vorstandskollegen der damaligen Zeit. Als Sohn des Grubenbesitzers Wilhelm Joseph Ott und dessen Ehefrau Anna Maria geb. Giers besuchte er das Gymnasium in Köln und anschließend die École polytechnique in Brüssel sowie die Rheinisch-Westphälische Polytechnische Schule zu Aachen. Nach Abschluss des Studiums wurde er 1875 Leiter des Laboratoriums der Gebrüder Stumm in Neunkirchen; zugleich hatte er als erster Hochofenassistent „die Führung der lothringischen Erzgruben genannter Firma in Händen.“ Von 1880 bis 1882 arbeitete er für die Koblenzer Eisengroßhandlung Carl Spaeter, danach als „erster Bureauchef und Vertreter der Actiengesellschaft“ bei der Phoenix AG in Ruhrort. Im Jahr 1886 trat er als kaufmännischer Direktor in die Leitung  der Dillinger Hütte ein. Nach eineinhalb Jahrzehnten in dieser Position wurde er am 1. April 1901 als Nachfolger des kurz zuvor verstorbenen Rudolf Seebohm Generaldirektor der Burbacher Hütte, die seit 1861 als Luxemburger Bergwerks- und Saarbrücker Eisenhütten-Aktiengesellschaft firmierte. Nicht einmal ein Jahr später erlag er jedoch einer „tückischen Krankheit“. Ihm folgte Edmund Weisdorff, der vom Eisenwerk Krämer in St. Ingbert kam.
Ott liegt auf dem Waldfriedhof Burbach, Feld 18, begraben. Das Grabdenkmal für ihn und seine Frau wurde „in Anerkennung seiner Verdienste um die Burbacher Hütte“ von derselben errichtet.

## Familie
Ott heiratete die aus dem Saarland stammende Mathilde Barbara geb. Krechel (1853–1925). Aus der Ehe ging der Sohn Hans Wilhelm Emil (* 1882 in Ruhrort) hervor.

## Ehrungen
- 1901: Verleihung des Roten Adlerordens, 4. Klasse.[4]